# Gevrey-Chambertin Challenger 1990
Il Gevrey-Chambertin Challenger 1990 è stato un torneo di tennis facente parte della categoria ATP Challenger Series nell'ambito dell'ATP Challenger Series 1990. Il torneo si è giocato a Gevrey-Chambertin in Francia dal 17 al 23 settembre 1990 su campi in sintetico.

## Vincitori

### Singolare
Guillaume Raoux ha battuto in finale  Henrik Holm con il punteggio di 2–6, 6–4, 6–4

### Doppio
Mansour Bahrami /  Rodolphe Gilbert hanno battuto in finale  Jan Apell /  Peter Nyborg con il punteggio di 7–5, 6–2